# Jajpurattus
Jajpurattus is een geslacht van spinnen uit de familie springspinnen (Salticidae). De typesoort van het geslacht is Jajpurattus incertus. 

## Soorten
De volgende soorten zijn bij het geslacht ingedeeld:
- Jajpurattus incertus Prószyński, 1992